# NGC 1566
NGC 1566 este o seyfert 1 galaxy⁠(d) situată în constelația Peștele de Aur. A fost descoperită în 28 mai 1826 de către James Dunlop. Se află la o distanță de 6,61 megaparseci de Pământ.